# Dan Szomron
Dan Szomron (hebr. דן שומרון, właśc. Dan Dozoricz, ur. 5 sierpnia 1937 w Aszdot Ja’akow, zm. 26 lutego 2008 w Tel Awiwie) – izraelski wojskowy, generał broni (raw alluf), dowódca Korpusu Piechoty i Spadochroniarzy (1974–1976), szef Dowództwa Południowego (1978–1983), pierwszy dowódca Wojsk Lądowych (1983–1985), szef Sztabu Generalnego Sił Obronnych Izraela (1987–1991). Po zakończeniu kariery wojskowej był przewodniczącym rady dyrektorów w Israel Military Industries.

## Życiorys

### Młodość i początek służby
Urodził się 5 sierpnia 1937 roku w kibucu Aszdot Ja’akow jako Dan Dozoricz w rodzinie Towy i Elijjahu.
W listopadzie 1955 roku zgłosił się na ochotnika do wojsk spadochronowych i został przydzielony do 890 Batalionu Spadochronowego pod dowództwem Ariela Szarona. Szkolił się w obozach pod Tel Nof oraz Nabi Rubin. W lutym 1956 roku ukończył kurs spadochronowy. W tym samym roku brał udział w izraelskich akcjach odwetowych, między innymi w operacjach: „Jehonatan” (atak na posterunek policji jordańskiej na południe od Hebronu),  „Guliwer” (atak na posterunek policji jordańskiej w Arindeli), „Lulaw” (atak na posterunek policji jordańskiej w Husanie). We wrześniu 1956 roku ukończył kurs dowódców plutonu i został mianowany dowódcą plutonu w kompanii „A” batalionu. Wraz ze swoją jednostką brał udział w kryzysie sueskim (1956). W lutym 1957 roku został dyplomowanym oficerem Korpusu Piechoty i Spadochroniarzy. Rok później został zwolniony ze służby zasadniczej.

### Powrót do armii
W 1962 roku ponownie wstąpił do armii i został dowódcą kompanii w 50 Batalionie 35 Brygady Spadochronowej. Dwa lata później pomagał w sformowaniu 202 Batalionu Spadochronowego pod dowództwem Efrajjima Chirama, a sam został jego zastępcą. Wraz z batalionem brał udział w operacjach „Cuk Sela” (atak na Dżanin) i „Jahalom” (wysadzenie pomp wodnych koło Kalkilji). Po śmierci ppłka Jo’awa Szachama w operacji „Magresa” w 1966 roku tymczasowo pełnił obowiązki dowódcy 202 Batalionu. Następnie został oddelegowany na kurs w Szkole Dowodzenia i Sztabu Sił Obronnych Izraela.

### Wojna sześciodniowa i okres po konflikcie

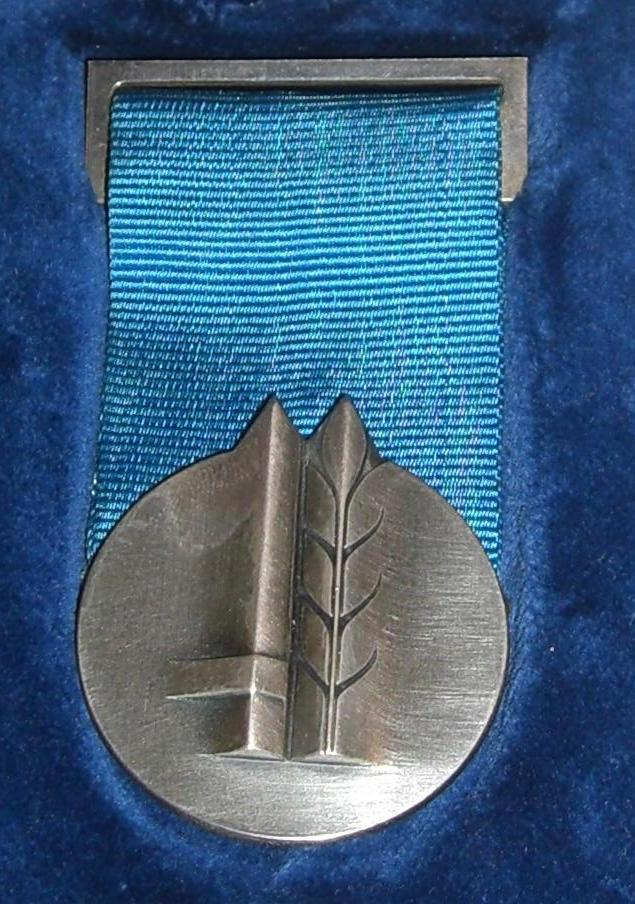
Medal za Wybitną Służbę

W trakcie wojny sześciodniowej (1967) w stopniu majora dowodził jednostką rozpoznania w dywizji Jisra’ela Tala, która operowała na północy Synaju. W czwartym dniu wojny, jako pierwszy ze swoimi żołnierzami dotarł do Kanału Sueskiego. Formacja, którą dowodził, przeprowadziła atak na obóz egipskiej kompanii w Al-Arisz, zniszczyła sześć czołgów T-55 oraz zaatakowała umocnione pozycje egipskie na południe od Al-Kantary. W uznaniu tych zasług został w 1973 roku odznaczony Medalem za Wybitną Służbę przez Szefa Sztabu Generalnego Dawida Elazara. Po wojnie został mianowany dowódcą 890 Batalionu Spadochronowego, z którym brał udział w starciach wzdłuż Kanału Sueskiego i na granicy z Jordanią podczas wojny na wyczerpanie (1967–1970). W 1968 roku awansowany do stopnia podpułkownika .
W 1969 roku przeniesiony do wydziału operacyjnego Sztabu Generalnego. Po dwóch latach przeniósł się do Korpusu Pancernego i przydzielono mu dowództwo nad 179 Rezerwową Brygadą Pancerną.

### Wojna Jom Kipur i operacja „Piorun”
W trakcie wojny Jom Kipur (1973) dowodził 401 Brygadą Pancerną, która brała udział w walkach na południowym odcinku frontu na Synaju i między innymi doprowadziła do okrążenia egipskiej 3 Armii.

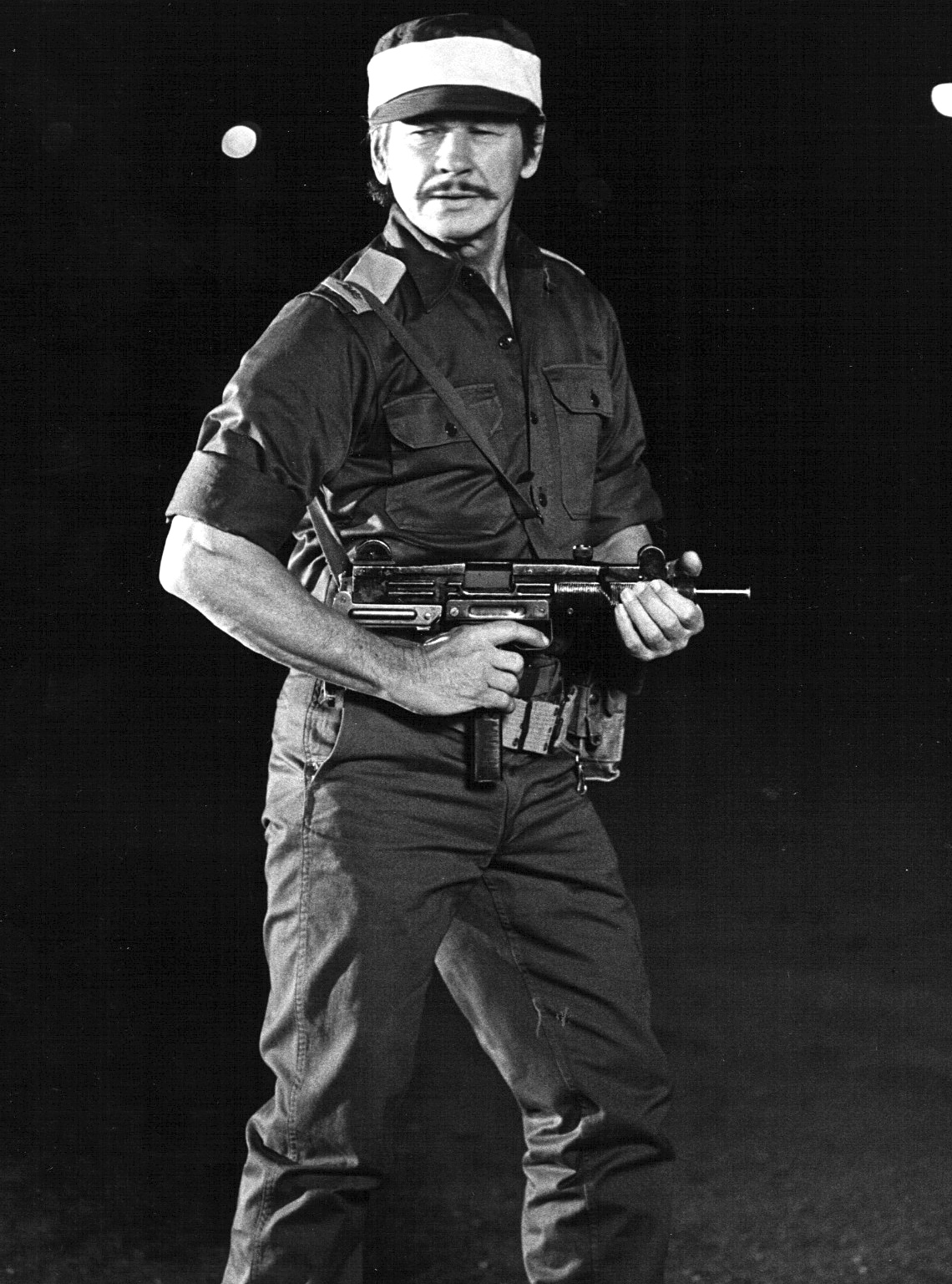
Charles Bronson w filmie Atak na Entebbe (1977).

W 1974 roku został mianowany na dowódcę Korpusu Piechoty i Spadochroniarzy w stopniu podpułkownika. 
W trakcie sprawowania przez niego tej funkcji doszło do porwania przez Ludowy Front Wyzwolenia Palestyny i Komórki Rewolucyjne samolotu pasażerskiego, który skierowano do Entebbe w Ugandzie. Szomronowi zlecono zaplanowanie operacji odbicia zakładników oraz powierzono mu dowództwo nad nią. W jej ramach komandosi Sajjeret Matkal, spadochroniarze z Brygady Spadochronowej i żołnierze z Brygady Golani samolotem transportowym C-130 Hercules zostali przetransportowani na lotnisko w Entebbe, gdzie w ataku odbili zakładników. Podczas tej operacji zginął jeden zakładnik oraz Jonatan Netanjahu. Wydarzenia z operacji zostały przedstawione w amerykańskim filmie Atak na Entebbe, w którym Szomrona zagrał Charles Bronson .

### Koniec lat 70. i lata 80. XX wieku

Izraelska mapa przedstawiająca pas bezpieczeństwa (obszar zakreskowany) na południu Libanu

W 1976 roku powrócił do Korpusu Pancernego i przejął dowództwo nad 162 Dywizją Pancerną rozlokowaną na Synaju. W 1978 roku ukończył studia z geografii na Uniwersytecie Telawiwskim . W tym samym roku został mianowany szefem Dowództwa Południowego. W trakcie kadencji pracował nad realizacją militarnych kwestii porozumienia pokojowego z Egiptem. Nadzorował również wycofanie Sił Obronnych Izraela z baz na Synaju.
W 1983 roku utworzył Dowództwo Wojsk Lądowych Izraela, którego został jednocześnie pierwszym dowódcą. Po dwóch latach mianowany zastępcą szefa Sztabu Generalnego. W tej roli nadzorował wycofanie izraelskiej armii z Libanu i brał udział w pracach nad ustanowieniem na jego południu pasa bezpieczeństwa.

### Szef Sztabu Generalnego (1987–1991)
W 1987 roku został mianowany szefem Sztabu Generalnego Sił Obronnych Izraela. Na okres jego kadencji nałożył się wybuch pierwszej intifady w Strefie Gazy, we Wschodniej Jerozolimie i na Zachodnim Brzegu. Jako szef Sztabu Generalnego odpowiadał za planowanie i koordynację działań armii tłumieniu zamieszek i w walce z działaniami terrorystycznymi organizacji palestyńskich. Uważał, że problemu palestyńskiego nie można rozwiązać przy pomocy środków militarnych, ponieważ wynikał on z chęci posiadania własnego państwa. Ściągnął tym samym na siebie krytykę izraelskiego społeczeństwa.
W 1991 roku odszedł ze służby w armii. W tym samym roku został przewodniczącym rady dyrektorów w przedsiębiorstwie zbrojeniowym Israel Military Industries. Podczas I wojny w Zatoce Perskiej sprzeciwiał się głosom między innymi Mosze Arensa czy Ehuda Baraka, aby Izrael przystąpił do wojny przeciw Irakowi. Uważał, że ani działania lotnictwa, ani przetransportowanie do Iraku Sajjeret Matkal nie uchroni kraju przed ostrzałami pociskami Scud.
W 1995 roku zaangażował się w powołanie do życia centrowej partii politycznej Trzecia Droga, ale szybko wycofał się z polityki. W pierwszym rządzie Benjamina Netanjahu znalazł się w izraelsko-palestyńskim zespole negocjacyjnym.
W 2006 roku został wybrany na przewodniczącego zespołu, który miał zbadać postępowanie Sztabu Generalnego podczas II wojny libańskiej. Podczas sprawozdania dla Komisji Knesetu ds. Spraw Zagranicznych i Bezpieczeństwa stwierdził, że wojna ta była prowadzona bez jasnego celu .
Zmarł 26 lutego 2008 roku w szpitalu w Tel Awiwie po dwutygodniowym zmaganiu się ze skutkami udaru mózgu .